# رافی کسیدی
رافی کاسیدی (انگلیسی: Raffey Cassidy؛ زادهٔ ۱۲ نوامبر ۲۰۰۱) یک هنرپیشه است. وی از سال ۲۰۰۹ میلادی تاکنون مشغول فعالیت بوده‌است.
از فیلم‌ها یا برنامه‌های تلویزیونی که وی در آن نقش داشته‌است می‌توان به سفیدبرفی و شکارچی، آقای سلفریج و سرزمین فردا و molly moon و کشتن گوزن مقدس و بره دیگر اشاره کرد.